# 아이모토역 (효고현)
아이모토역(일본어: 藍本駅, あいもとえき 아이모토에키[*])은 일본 효고현 산다시에 위치한 서일본 여객철도의 역이다.

## 역 구조
상대식 승강장으로 2면 2선의 지상역이다. 예전에는 오사카 방면 승강장은 섬식이었지만 외측선이 철거되어 지금에 이른다. 또 양 승강장을 잇는 구내 건널목이 존재했지만 대신 예전부터 과선교가 설치되어 있다. 이전에는 무인역이었지만 1980년대 이후 역무원이 상주하게 되었다.
이코카 및 제휴 교통카드의 사용이 가능하다.

### 승강장
| 1 | ■ JR 다카라즈카 선 | 사사야마구치 · 후쿠치야마 방면 |
| 2 | ■ JR 다카라즈카 선 | 산다 · 다카라즈카 방면         |

## 역사
- 1899년 3월 25일: 한카쿠 철도 산다 ~ 사사야마구치 간 개통과 동시에 개업.
- 1907년 8월 1일: 국유화에 따라 일본국유철도 소속이 되었다.
- 1909년 10월 12일: 노선 명칭 제정에 따라 한카쿠 선의 일부가 되었다.
- 1912년 3월 1일: 노선 명칭 개정에 따라 한카쿠 선의 후쿠치야마 선 이남이 후쿠치야마 선으로 개칭되어 그 일부가 되었다.
- 1987년 4월 1일: 민영화에 의해 서일본 여객철도의 소속이 되었다.
- 2003년 11월 1일: 이코카의 사용이 개시되었다.

## 인접정차역
| 서일본 여객철도 후쿠치야마 선 | 서일본 여객철도 후쿠치야마 선 | 서일본 여객철도 후쿠치야마 선 |
| ----------------------------- | ----------------------------- | ----------------------------- |
| 아이노 오사카 방면            | ■ JR 다카라즈카 선            | 구사노 후쿠치야마 방면        |